# Хитрый Антс и нечистый
«Хи́трый Антс и нечи́стый» (эст. Vanapagan sulast kauplemas) — советский кукольный мультфильм 1967 года, созданный режиссёром Хейно Парсом на студии «Таллинфильм» по мотивам эстонских сказок о Нечистом.

## Сюжет
Нечистый, отправившись искать себе батрака, замечает спящего под кустом Антса, смекалистого мужика и заботливого отца. Они меряются силами, и Антс с помощью хитрости побеждает. Нечистый решает сразу же нанять его к себе на службу. Но ни малейшей пользы от такого батрака он не получает.

## Создатели
- Сценарист: Эно Рауд
- Режиссёр: Хейно Парс
- Художник: Георгий Щукин
- Оператор: Антс Лооман
- Аниматоры: Калью Курепыльд, Аарне Ахи, Хейки Кримм, Аарне Вазар
- Куклы и декорации изготовили: Тилт Люттер, Пеэтер Кюннапу, Урве Сунни, Ильмар Тамре, Август Тали, Ильмар Эрнитс.
- Композитор: Яан Коха
- Звукооператор: Герман Вахтель
- Редактор: Сильвия Кийк
- Директор: Владимир Коринфский

## Критика
В 1967 году Парс ставит фильм «Хитрый Антс и нечистый», сюжет которого во многом напоминает мотивы, использованные Пушкиным в его «Сказке о попе и работнике его Балде». Здесь то же состязание лукавого и смекалистого народного героя с чёртом, который терпит в этом поединке поражении.
— Асенин С. В. «Мир мультфильма»